# Raymond Spanjar
Raymond Spanjar (Laren, 7 januari 1977) is een Nederlands ondernemer en internetmiljonair. Hij is medeoprichter van de internetsites IEX.nl en Hyves. In 2008 werd zijn vermogen door de Quote 500 junior geschat op 25 miljoen euro.

## Levensloop

### Jeugd en opleiding
Spanjar groeide op in Laren en volgde het Gemeentelijk Gymnasium Hilversum. Na de middelbare school reisde hij samen met jeugdvriend Floris Rost van Tonningen naar Engeland en Frankrijk om talen te studeren. Bij terugkeer in Nederland studeerde hij economie en psychologie aan de Universiteit van Amsterdam. Tijdens zijn studententijd was hij lid van het Amsterdamsch Studentencorps.

### Carrière
In zijn studententijd richtte Spanjar samen met Rost van Tonningen de beleggingssite IEX.nl op. Dit platform groeide en werd succesvol verkocht. In 2004 richtten Spanjar, Rost van Tonningen en Koen Kam het sociale netwerk Hyves op. Aanvankelijk richtte Hyves zich op smartphonegebruikers, maar na inspiratie uit de opkomst van sociale netwerken in de Verenigde Staten werd Hyves een platform voor vrienden om online met elkaar in contact te blijven. Hyves groeide snel en bereikte binnen korte tijd miljoenen leden.
In 2010 werd Hyves overgenomen door de Telegraaf Media Groep (TMG) voor 43,7 miljoen euro. Hoewel het platform in zijn hoogtijdagen meer dan 10 miljoen leden had, verloor Hyves later terrein aan concurrenten zoals Facebook. In 2013 werd besloten Hyves om te vormen tot een platform voor online gaming.

### Persoonlijk leven
Spanjar reisde veel tijdens en na zijn tijd bij Hyves. Hij gaf aan dat hij nooit de intentie had om lange tijd een bedrijf te leiden, en zijn passie voor reizen nam uiteindelijk de overhand. Na de verkoop van Hyves besloot hij zijn wereldreis te hervatten.

## Publicaties
- Raymond Spanjar: Van 3 naar 10.000.000 vrienden. Amsterdam, Lebowski, 2011. ISBN 978-90-488-1076-5.